# Дмитриев, Алексей Петрович
Алексей Петрович Дмитриев (17 [30] марта 1913, Каранино, Симбирская губерния — 23 сентября 1982, Омск) — командир 127-го гвардейского стрелкового полка 42-й гвардейской Прилукской стрелковой дивизии 40-й армии Воронежского фронта, гвардии полковник, Герой Советского Союза.

## Биография
Родился 17 (30) марта 1913 год в деревне Каранино (ныне — Сенгилеевского района Ульяновской области) в крестьянской семье. Русский.
Окончил неполную среднюю школу города Сенгилея, учился в школе села Елаур Ульяновской области.
В 1929—1931 годах работал в Москве штукатуром, слесарем-сборщиком на заводе «Стальмост».
В Красной Армии с 1932 года. В 1935 году окончил военно-инженерную школу в Ленинграде, служил командиром взвода в сапёрном батальоне.
В 1939 году начал обучение в Военной академии имени М. В. Фрунзе. 
22 июня 1941 года встретил в пограничной крепости Осовец, которую бомбили немецкие самолёты. После окончания авианалёта, в этот же день был отправлен к новому месту службы, в Днепропетровск. Был назначен на должность начальника разведки 255-й стрелковой дивизии Юго-Западного фронта. 
В августе 1941 года на правом берегу Днепра в районе Днепропетровска вступил в бой с гитлеровскими захватчиками.
После отхода дивизии на левый берег Днепра, в сентябре 1941 года возглавил разведывательный отряд, ночью форсировавший Днепр на лодках и подручных средствах, выявивший расположение огневых точек противника и атаковавший немецкие войска при поддержке артиллерии.
Воевал на Южном, Донском, Степном, Воронежском, 1-м и 2-м Украинском фронтах.
С 12 декабря 1942 по 16 июля 1943 года командовал 145-м гвардейским стрелковым полком 66-й гвардейской стрелковой Полтавской дивизии (до 21.01.1943 — 1032-й стрелковый полк 293-й стрелковой дивизии).
9 сентября 1943 года полк под командованием А. П. Дмитриева после разведки позиций противника внезапной атакой с нескольких направлений освободил село Гришки Сумской области.
Командир 127-го гвардейского стрелкового полка (42-я гвардейская стрелковая дивизия, 40-я армия, Воронежский фронт) гвардии майор Алексей Дмитриев 23 сентября 1943 года вместе с передовым отрядом форсировал реку Днепр в районе села Гребени Кагарлыкского района Киевской области.
Указом Президиума Верховного Совета СССР от 23 октября 1943 года За успешное форсирование реки Днепр южнее Киева, прочное закрепление плацдарма на западном берегу реки Днепр и проявленные при этом отвагу и геройство присвоить звание Героя Советского Союза с вручением ордена Ленина и медали «Золотая Звезда» (л. 2 п. 31 Указа).
После войны А. П. Дмитриев продолжал службу в армии. В 1946 году окончил академию им. М. В. Фрунзе.
Член КПСС с 1952 года.
В 1959 года по состоянию здоровья был уволен в запас. Жил и работал в городе Омске. Скончался 23 сентября 1982 года. Похоронен на Старо-Северном кладбище в Омске.

## Награды и звания
- медаль «Золотая Звезда»[1] (№ 1877)
- орден Ленина[1],
- три ордена Красного Знамени[1]
- два ордена Красной Звезды[1]
- медали[1]
- Почётный гражданин города Сенгилей[1]
- Почётный гражданин пгт. Золочев Харьковской области[1]
- Почётный гражданин пгт. Липовая Долина Сумской области[1]
- Почётный гражданин села Гребени Киевской области[1]

## Память
- Имя Героя носила пионерская дружина Елаурской средней школы Ульяновской области.
- Имем А. П. Дмитриева были названы улица в селе Гришки Сумской области[1] и улица в Кировском административном округе города Омска.
- Поставлен памятник в г. Сенгилей, возле Сенгилеевского технологического техникума.
- Имя Героя занесено в марте 1974 года в районною Книгу вечной славы (г. Сокиряны, Черновицкая область, УССР).
- Именем героя была названа школа 135 в городе Омске.